# Szokotra
Szokotra (arabul سُقُطْرَى, angolul Socotra) de jure Jemenhez tartozó szigetcsoport az Indiai-óceánban. Négy szigetből áll: Szokotra, Abd al Kuri, Szamha, Darsza. A szigetek közigazgatásilag Hadramaut kormányzóság része. Lakossága 2004-ben mintegy 43 ezer fő volt.
1866-ban lett brit protektorátus, majd 1967-ben a függetlenné váló Dél-Jemenhez csatlakozott, amely később egyesült Észak-Jemennel. A 2015 óta dúló jemeni polgárháború során de facto az Egyesült Arab Emírségek szerzett ellenőrzést a sziget felett.
A szigetcsoport teljes egészében a világörökség része. Rengeteg endemikus növény- és állatfaj található a szigeteken, ezért az Indiai-óceán Galápagosának is nevezik. 

## A fősziget
A fősziget, Szokotra, amely a szigetcsoport területének 95%-át teszi ki a Szomáli-félsziget csúcsától 240 km keletre és az Arab-félsziget partjától 380 km-re délre fekszik. Szélessége 50 km, hosszúsága 132 km. Nagy része kopár, hegyes táj, de a parti síkságokon és a völgyekben datolya, mirha, tömjén, aloé terem és kecskét, marhát tenyésztenek. 
Legnagyobb települése Hadibo (حاديبو [Ḥādībū], korábbi nevén Tamrida) mintegy 9 ezer lakossal. 
A szigetet jelenleg az Egyesült Arab Emírségek csapatai tartják megszállva, amihez Szaúd-Arábia is katonai segítséget nyújt, de hivatalosan továbbra is Jemen részét alkotja, ahol azonban 2015 óta polgárháború dúl.

## Közlekedés
A fősziget repülőterét menetrend szerinti járatok (Yemenia, Felix Airways) kötik össze Szanaa és Áden városokkal, de a szigetre látogató idegenek számát hatóságilag korlátozzák. A szigeten autó sofőrrel együtt bérelhető. Tömegközlekedési eszközök a mikrobuszokra korlátozódnak. 

## Galéria

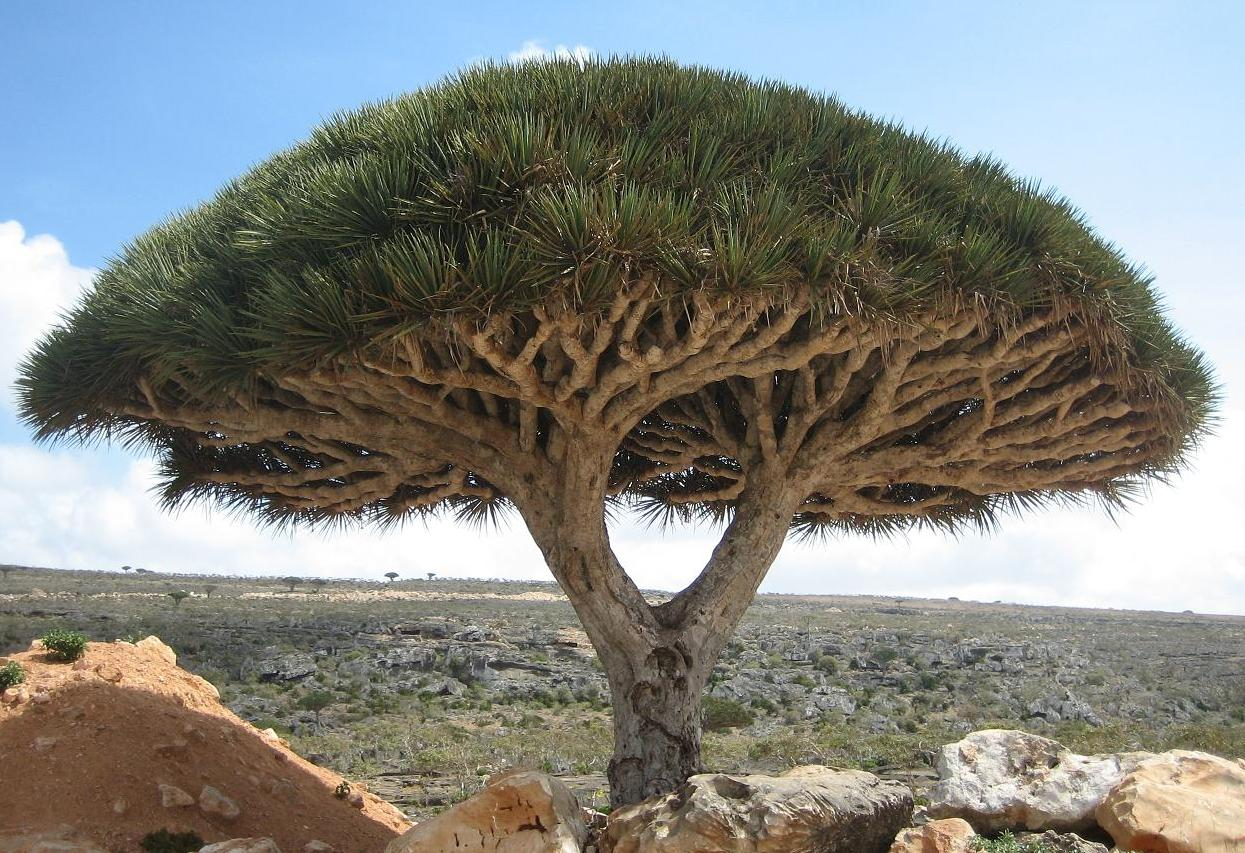
Sárkányfa (Dracaena cinnabari)
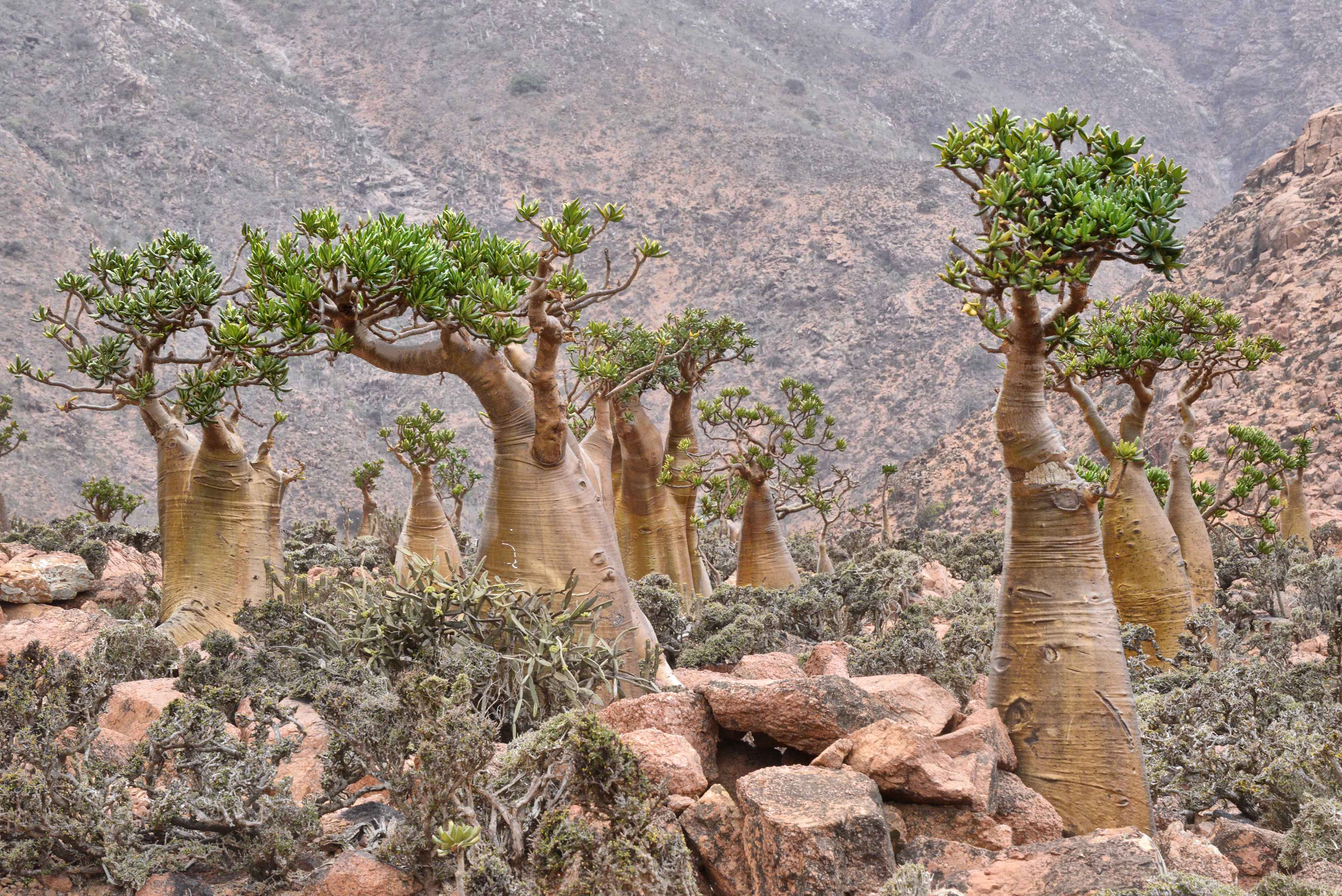
Palacktörzsű fák (Adenium obesum)
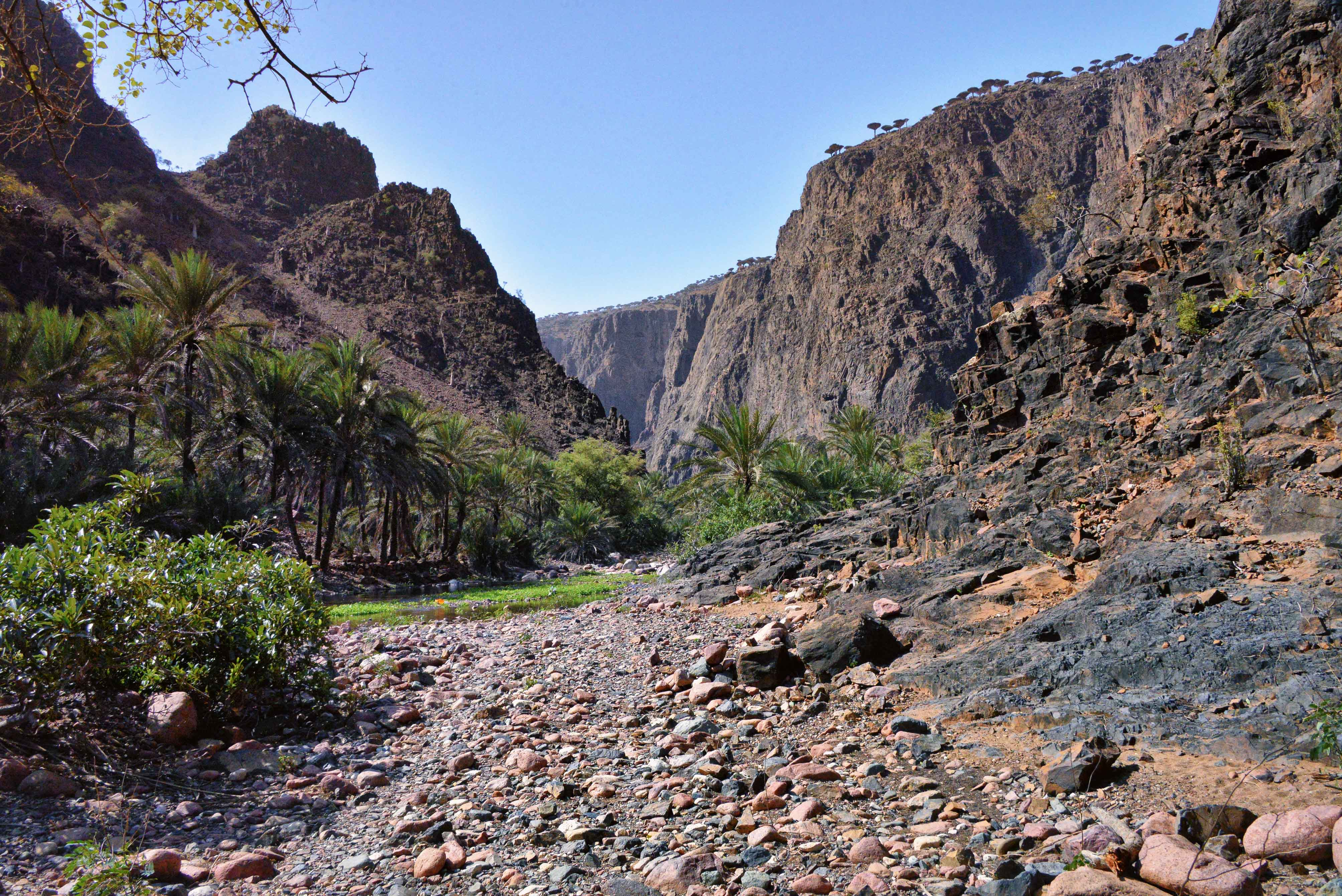
Vádi a szigeten
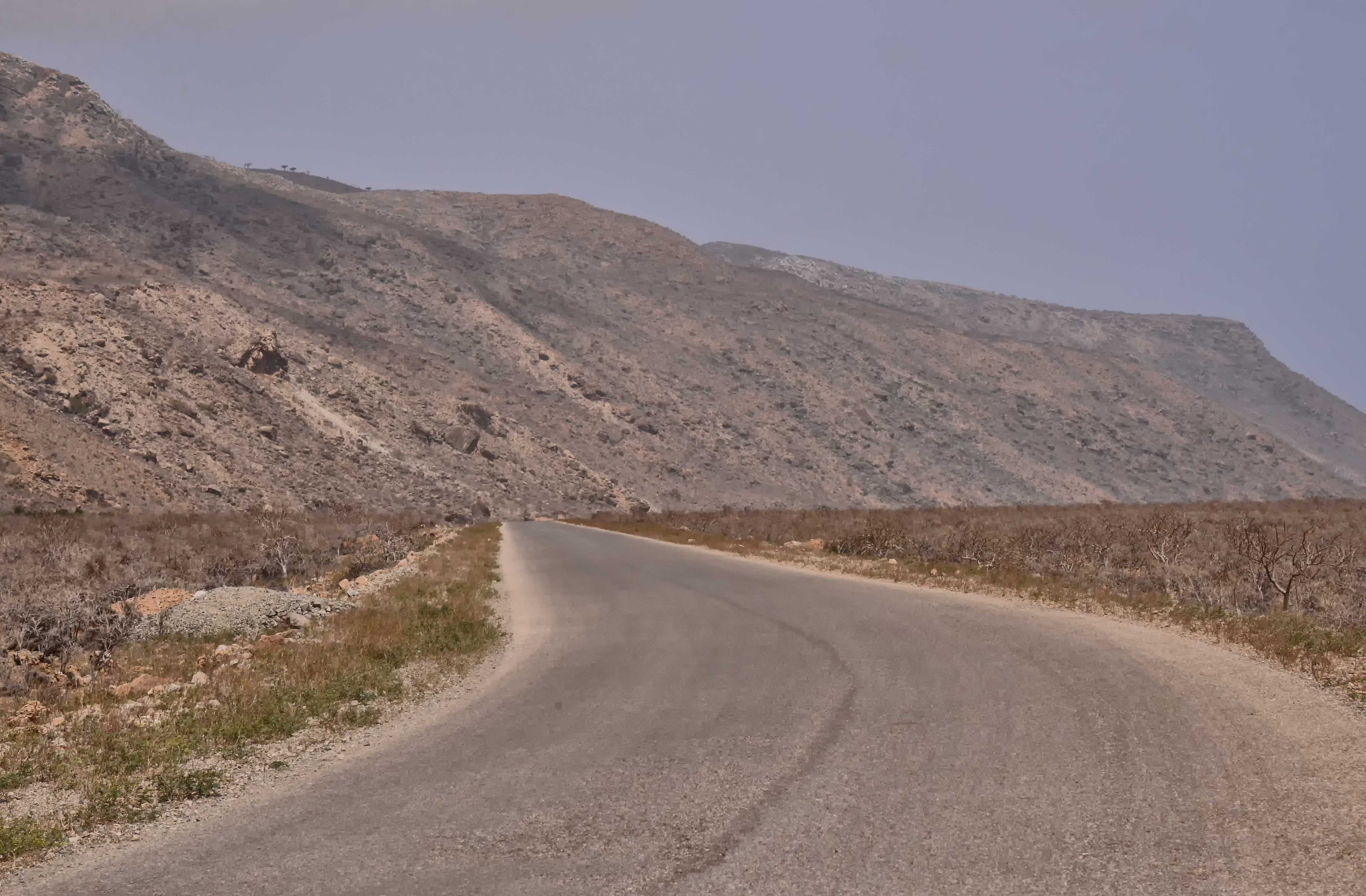
Tengerparti út
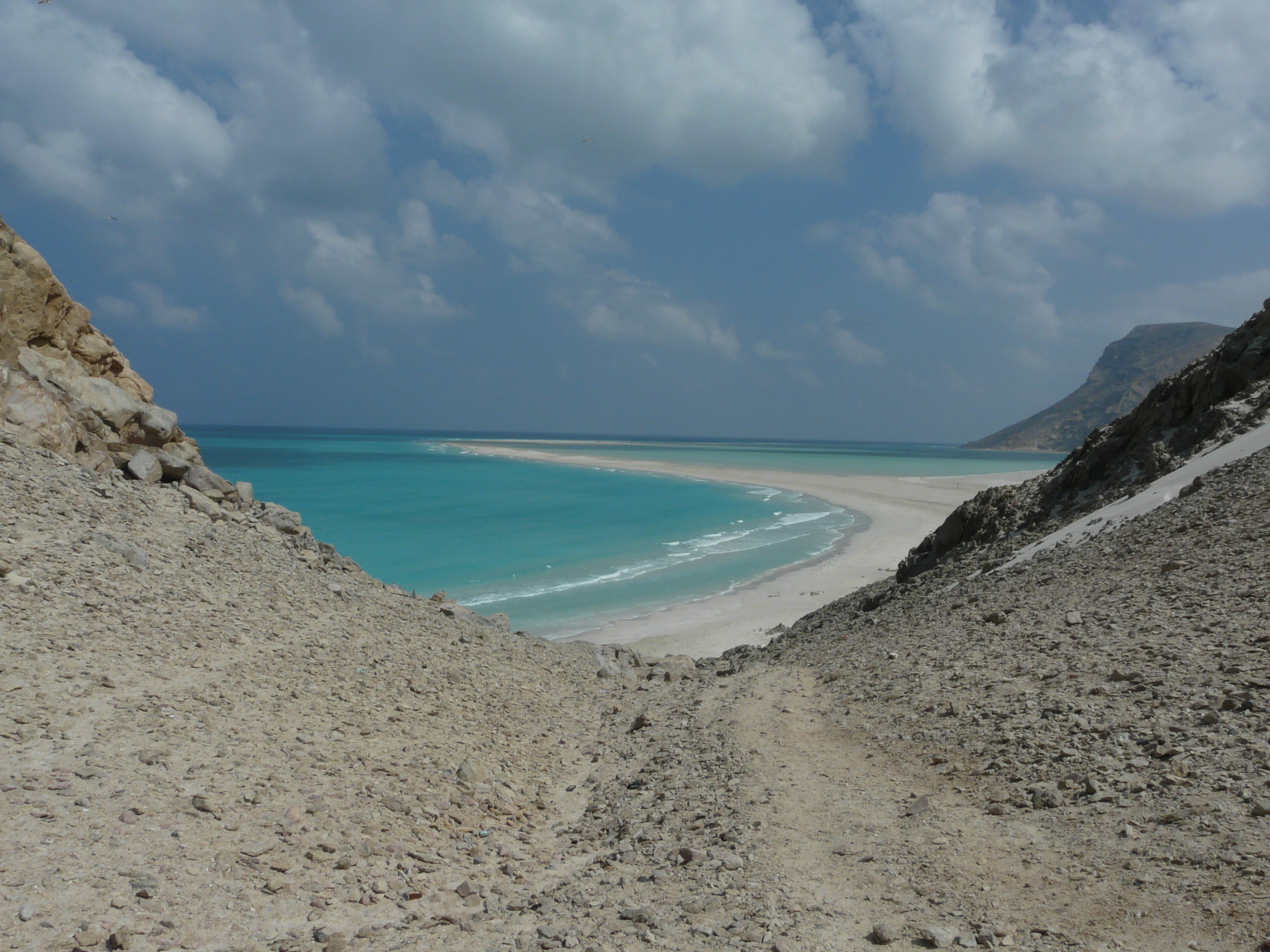
Tájkép, Qlinsia
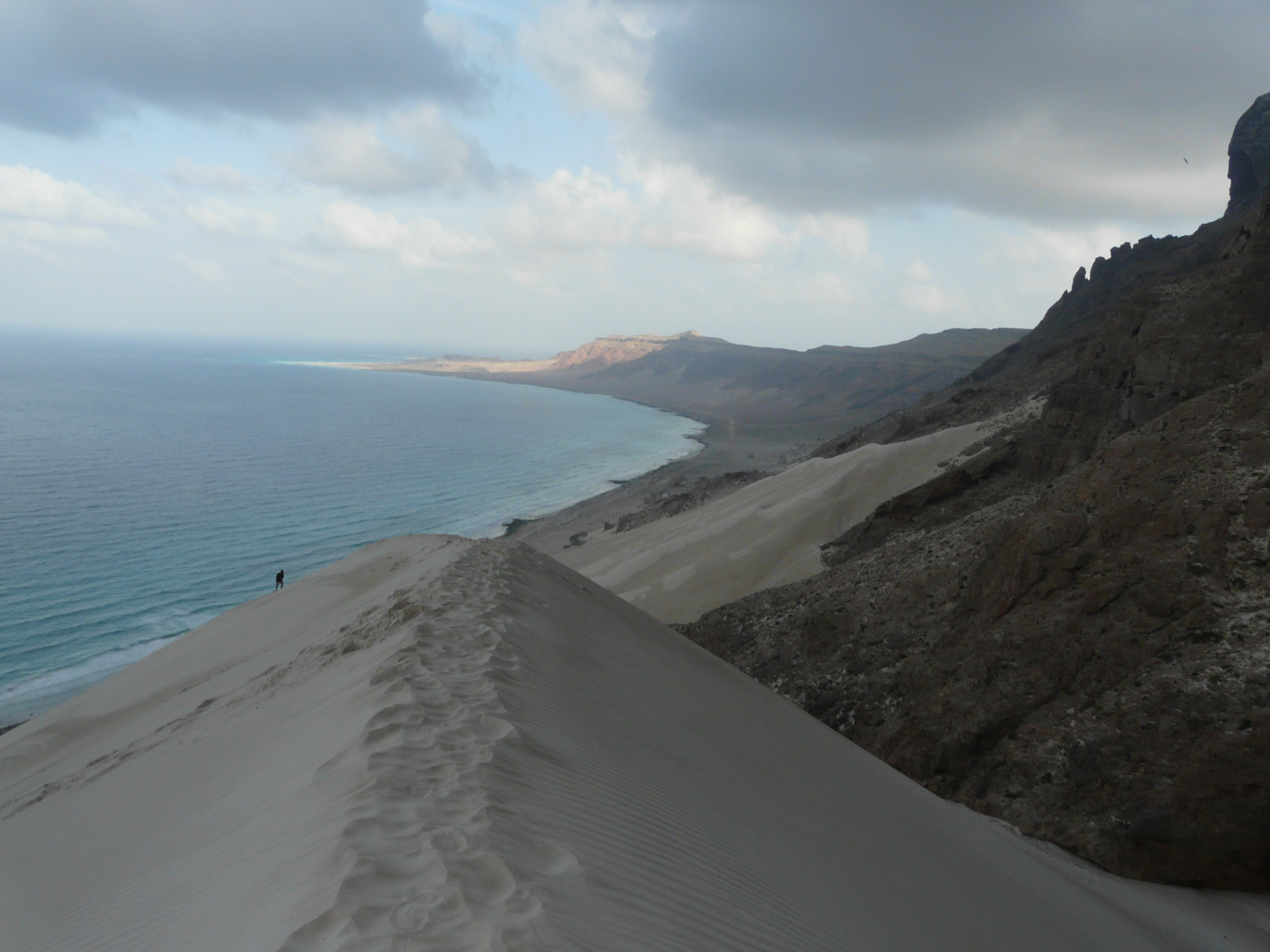
Táj, Ar'ar

## Fordítás
- Ez a szócikk részben vagy egészben  a   Socotra című angol Wikipédia-szócikk fordításán alapul.  Az eredeti cikk szerkesztőit annak laptörténete sorolja fel. Ez a jelzés csupán a megfogalmazás eredetét és a szerzői jogokat jelzi, nem szolgál a cikkben szereplő információk forrásmegjelöléseként.